# MT-LB
MT-LB (ryska: Многоцелевой Тягач Лёгкий Бронированный - ryska för mångsidig lätt bepansrad vagn) är en sovjetisk pansarbandvagn från slutet av 1960-talet som även producerades i Bulgarien och Polen. Rapporterades i NATO initialt som M1970.
Idag används vagnen av bland annat Armenien, Azerbajdzjan, Bangladesh, Bulgarien, Finland, Irak, Kazakstan, Litauen, Moldavien, Polen, Tjeckien, Ryssland, Ukraina, Ungern, Vitryssland, och länder inom före detta Jugoslavien.

## Historia
MT-L utvecklades i Sovjetunionen under slutet av 1960-talet ur amfibiestridsvagnen PT-76 för att ersätta artilleritraktorn AT-P (som i sin tur var baserad på ASU-57), men den visade sig såpass mångsidig att användningsområdet blev mycket större, särskilt i sin bepansrade form MT-LB som blev standard. Denna finns även i ett utförande förlängd med 40 cm som har en starkare motor och ett sjunde bärhjul kallad MT-LBu, men de räknas normalt till samma familj av fordon.

## Konstruktion
MT-LB är amfibisk, men till skillnad mot PT-76s vattenjetsystem använder MT-LB drivbanden. Dessa ligger runt sex bärhjul som även agerar returhjul, med spännhjulet bak och drivhjulet fram. Den effektiva fjädringen ger en ytterst mjuk gång, och särskilt med de bredare banden är framkomligheten god även i djup snö. Förarplatsen är framtill på vänstersidan, medan vagnchefens plats är på högersidan under tornet. Den mittmonterade motorn är förskjuten åt sidan för att ge plats åt en trång förbindelsegång till transportutrymmet bak, som även tjänar som utrymningsväg om de främre luckorna inte kan användas. Normal lastkapacitet är 2.000 kg, dessutom kan upp till 6 ton tas på släp.

### Besättning
Besättningen består av förare och vagnchef. Till detta tillkommer eventuell personal i det bakre utrymmet, t.ex. en robotskytt/laddare eller upp till 11 fullt utrustade skyttesoldater.

### Beväpning
Beväpningen består av normalt av en lätt 7,62mm WP PK (kulspruta)) eller en tung 12,7mm NSVT monterad i ett litet torn, denna handhas av vagnschefen och är enbart avsedd för egenskydd.
Den låga profilen gjorde att flera länder ansett den lämpad som robotplattform, men förutom alla obeväpnade specialfordon har varianter av MT-LB utrustats med såväl luftvärnskanoner som granatkastare och haubitsar.

## Användare
Sovjetunionen, Ryssland, Polen och Bulgarien. 

### Sverige

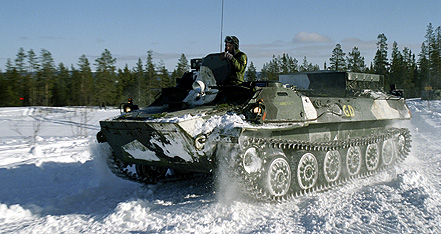
En svensk MT-LB.

Pansarbandvagn 401 (pbv 401). 1992 anskaffades 1016 vagnar från forna Östtyskland varav 460 st MT-LB och 90 st MTP-LB/T renoverades, försågs med och togs till Sverige med beteckning Pansarbandvagn 401 respektive Bärgningsbandvagn 4012 medan resterande vagnar skrotades på plats i Tyskland för att återvinna reservdelar. Av dessa ingick även 228 2S1 som är byggd på MT-LBu (4020 CH) som skrotades på plats. Det finns uppgifter att sammanlagda antalet renoverade till försvaret var 609 MT-LB/u. Anskaffningen gjordes för att mekanisera infanteri- och norrlandsbrigaderna till ett mycket förmånligt pris. Det som särskiljer de svenska vagnarna är att de var målade i m/90-kamouflage, har blinkers och lyktor för framförande på allmän väg samt en packbox på taket. Dessutom var de försedda med ny kupévärmare, avgasrör som leder avgaserna bakåt/neråt istället för uppåt samt svenska utrustningsfästen och radioapparater. Idag finns i princip inga pbv 401 kvar i det svenska försvaret annat än som utställningsobjekt, bland annat en vagn står som gate guard vid Markstridsskolan i Kvarn på Prästtomta skjutfält. Många har skrotats, andra har demilitariserats och sålts som överskottsmateriel och resterande del såldes 2011 till finska försvaret.
- Pansarbandvagn 401 (pbv 401) - modifierade fordon med 7,62 mm kulspruta Ksp 95.
  - Stridsledningspansarbandvagn 4011A (stripbv 4011A) - bataljonschef.
  - Stridsledningspansarbandvagn 4011B (stripbv 4011B) - bataljonschef.
  - Radiolänkpansarbandvagn 4014/T (rlpbv 4014/T) - signalfordon.
  - Stridsledningspansarbandvagn 4015 (stripbv 4015) - kompanichef.
  - Luftvärnsrobotbandvagn 4016 (lvrbpbv 4016) - obekräftad beteckning för fordon utrustade med RBS 70.
  - Pansarvärnrobotbandvagn 452 (pvrbbv 452) - med Robot 56 Bill.
  - Pansarbandvagn 4020 CH (pbv 4020 CH)
  - Stridsledningspansarbandvagn 4021B (stripbv 4021B)
  - Sjuktransportpansarbandvagn 4024 (sjtppbv 4024)
  - Bärgningsbandvagn 4012A (bgbv 4012A) - svensk beteckning för MTP-LB.
  - Bärgningsbandvagn 4012B (bgbv 4012B)
  - Bärgningsbandvagn 4012CH (bgbv 4012CH)

### Östtyskland
- MT-LB (Pi) - stridsingenjörsfordon.[1]
- MT-LB (Pzj) - version för pansarvärnsenheter.
- MT-LB (Pzj Fü) - kommandofordon för pansarvärnsenheter.
- MT-LB (BO) SFL - batteri kommandofordon i självgående artillerienheter.
- SaN MT-LB - ambulans
- MTP-LB - tekniskt stödfordon.

### Irak
- MT-LBV försedd med bredare band.

## Användarlista
- Armenien - 145 [källa behövs]
- Azerbajdzjan - 393[källa behövs]
- Bangladesh - 80+ (erövrades under Operation Desert Storm & är f.d. irakiska efter det köptes många)[2]
- Belarus - 66 [3]
- Bulgarien - 812[källa behövs]
- Tjeckien - Endast Strela-10
- Finland - 367 MT-LBV (inklusive 147 Pbv 401:or som har köpts från Sverige under 2011[4])
- Georgien - 80[källa behövs]
- Irak - 61 (den nya irakiska armén, Kurdish Peshmerga)
- Kazakstan - 200[källa behövs]
- Litauen - 10 (fördes över från Polen år 2000)[5]
- Nordmakedonien - 10[källa behövs]
- Moldavien - 62 (MT-LB, SNAR-10, MT-LBu & Shturm-S)
- Nigeria - 67[källa behövs]
- Polen - 352 [6]
- Rumänien - 8 (SNAR-10)[7]
- Ryssland - 4 800[8]
- Ukraina - 2 090 [9]
- USA - används av militären i OPFOR-uppdrag

### Tidigare användare
- - 721 Bulgarientillverkade MT-LB:s, 32 SNAR-10 och 36 Strela-10M. Enat med Västtyskland.
- Tyskland - tagna från östtyska armén, alla skrotades eller såldes till andra länder.
- - Skickades vidare till efterföljande stater.
- Sverige - 460 (kallad Pbv 401, tidigare östtyska, köpta 1993; minskades gradvis i antal fram tills 2011 då resterande fordon såldes till Finland [4])